# Rapporto di copertura
In urbanistica, il rapporto di copertura è il rapporto in percentuale fra la superficie coperta (Sc) riferita a tutte le opere edificate o edificabili e la  superficie fondiaria (Sf), è un numero adimensionale, essendo il rapporto tra due superfici.
Determina in pratica quanta parte del lotto può essere occupata dagli edifici e quanta lasciata libera come spazio scoperto. Nell'urbanistica degli ultimi decenni, insieme all'indice di fabbricabilità, ha determinato la tipologia della nuova edificazione.
Non tutti i piani regolatori, hanno un metodo di misurazione identico per questo rapporto, e ci possono essere quindi delle lievi differenze (per esempio includendo o escludendo, portici, terrazzi aggettanti, volumi entroterra ecc) a seconda del comune. Solitamente è indicato in termini di percentuale (ad esempio 50%), altre volte invece come rapporto (es. 1:2) o come frazione (es. 1/2).
{\displaystyle Rc={\frac {Sc}{Sf}}\ \%}